# Nußbach (Oberösterreich)
Nußbach ist eine Gemeinde in Oberösterreich im Bezirk Kirchdorf im Traunviertel mit 2305 Einwohnern (Stand 1. Jänner 2024).

## Geografie
Nußbach liegt auf 464 m Höhe im Traunviertel. Die Ausdehnung beträgt von Nord nach Süd 8,4 km und von West nach Ost 6,6 km. Die Gesamtfläche beträgt 30,4 km². 20,7 % der Fläche sind bewaldet und 69,4 % der Fläche sind landwirtschaftlich genutzt.

### Gemeindegliederung
Bis 2021 gliederte sich das Gemeindegebiet in sieben Ortschaften: Auern, Dauersdorf, Jageredt, Natzberg, Nußbach, Plaschlhof, Sinzendorf.
Die Gemeinde besteht aus vier Katastralgemeinden:
- Dauersdorf
- Göritz
- Mandorf
- Sinzendorf

Die Gemeinde gehört zum Gerichtsbezirk Kirchdorf an der Krems.

### Nachbargemeinden
| Wartberg an der Krems | Pfarrkirchen bei Bad Hall                   | Adlwang  |
|                       | Kompassrose, die auf Nachbargemeinden zeigt |          |
| Schlierbach           | Oberschlierbach                             | Grünburg |

## Geschichte
Ursprünglich im Ostteil des Herzogtums Bayern liegend, gehörte der Ort seit dem 12. Jahrhundert zum Herzogtum Österreich. Seit 1490 wird er dem Fürstentum Österreich ob der Enns zugerechnet. Während der Napoleonischen Kriege war der Ort mehrfach besetzt.
Seit 1918 gehört der Ort zum Bundesland Oberösterreich. Nach dem Anschluss Österreichs an das Deutsche Reich am 13. März 1938 gehörte der Ort zum Gau Oberdonau, 1945 erfolgte die Wiederherstellung Oberösterreichs.
In Sinzendorf stand die Stammburg der Sinzendorfer.

### Bevölkerungsentwicklung
Bei der starken Zunahme der Bevölkerungszahl von 1991 bis 2001 waren sowohl Geburtenbilanz als auch Wanderungsbilanz positiv. Danach wurde die Abwanderung stärker.

## Kultur und Sehenswürdigkeiten

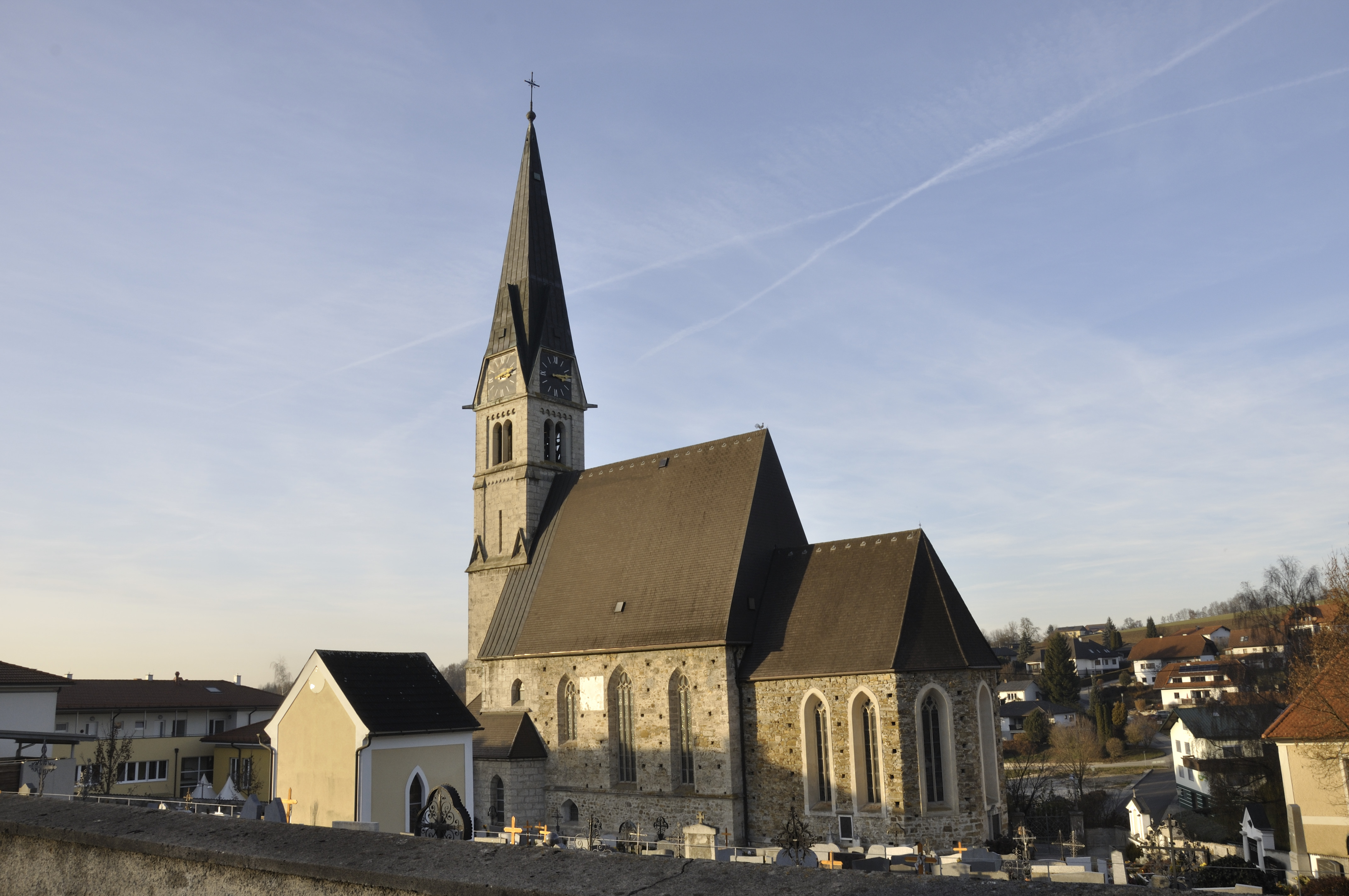
Pfarrkirche Nußbach

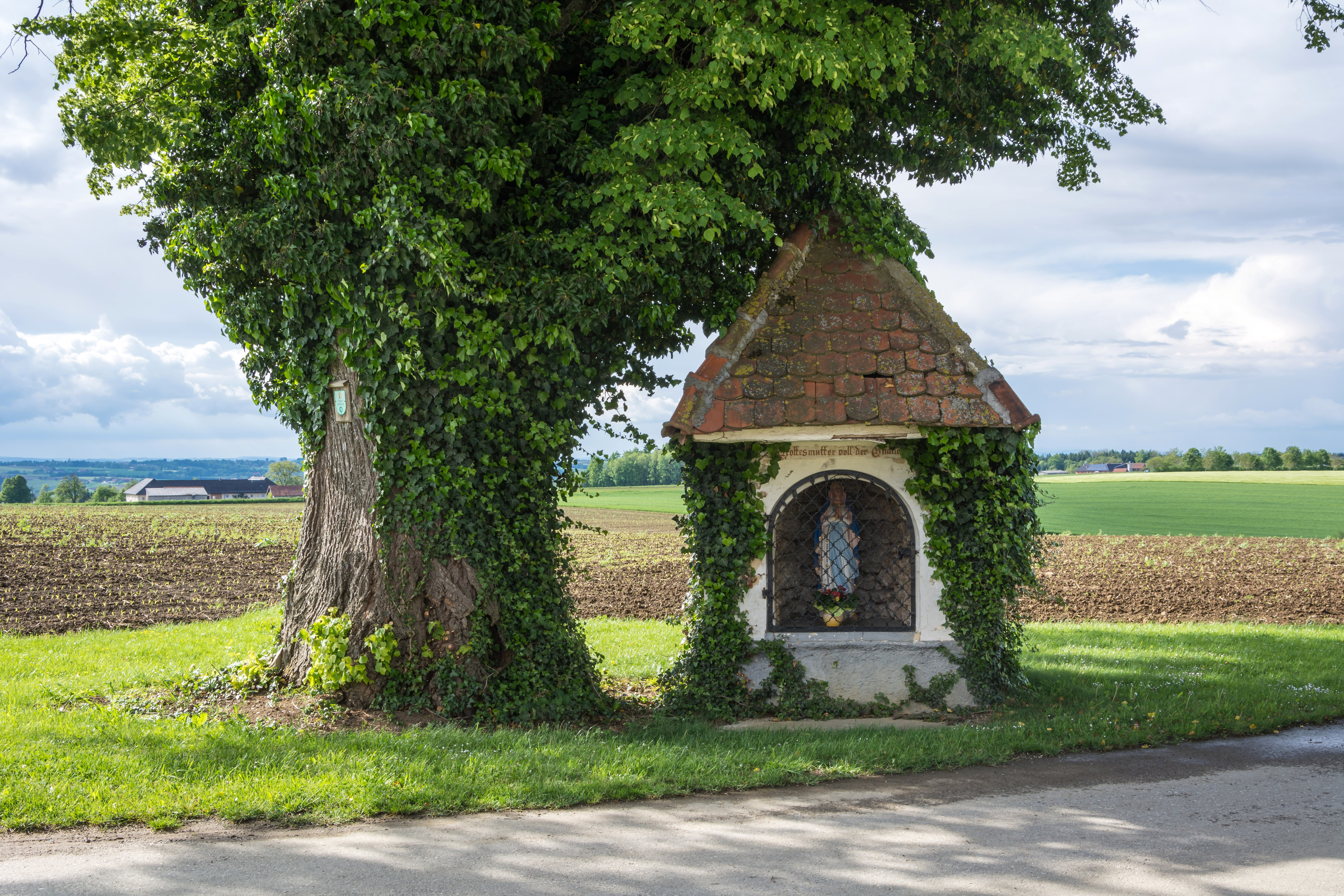
Winterlinde mit Marienkapelle

- Katholische Pfarrkirche Nußbach hl. Leonhard
- Naturdenkmal Winterlinde: sie befindet sich bei der Adresse Am Natzberg 9
- Aussichtswarte Weißen am Sattl (siehe Tourismus)

| Nußbach hat einen starken Produktionssektor. Sind in der Landwirtschaft rund 130 Erwerbstätige tätig, so beschäftigt die Produktion über 600 Menschen, vor allem mit der Herstellung von Waren. Im Dienstleistungssektor arbeiten 260 Personen (Stand 2011). Von den circa 1200 Erwerbstätigen, die in Nußbach wohnen, hat ein Drittel einen lokalen Arbeitsplatz, zwei Drittel pendeln aus. Über 600 Personen pendeln zur Arbeit nach Nußbach (Stand 2011). | Hier fehlt eine Grafik, die leider im Moment aus technischen Gründen nicht angezeigt werden kann. Wir arbeiten daran! | Hier fehlt eine Grafik, die leider im Moment aus technischen Gründen nicht angezeigt werden kann. Wir arbeiten daran! |

## Wirtschaft und Infrastruktur

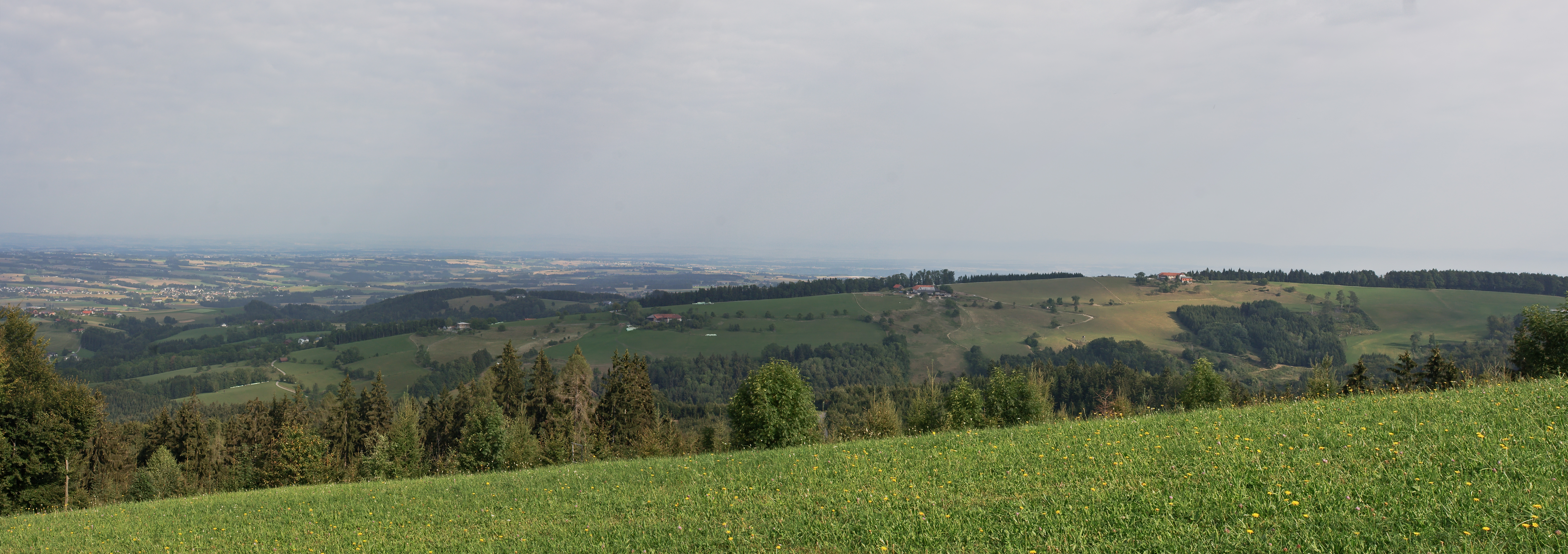
Der Weißen am Sattl (Blick von Oberschlierbach)

### Tourismus
- Aussichtswarte Weißen am Sattl: liegt auf einer Meereshöhe von 764 m und ist somit der höchste Punkt Nußbachs. Sie wurde 1997/98 fertiggestellt und ist seitdem ein Anziehungspunkt für Einheimische und Touristen. Bei klarer Sicht kann im Norden die Landeshauptstadt Linz gesichtet werden. Richtung Süden sind die Pyhrn-Eisenwurzen-Region und Teile des Kremstals zu sehen.

### Kulinarische Spezialitäten
"Nussgeist": Seit über 100 Jahren wird aus dem Nußbacher Nussgeistgewürz, grünen Walnüssen und Bränden ein Nussgeist hergestellt. Nur wenn dieser Likör in Nußbach (OÖ) mit Nußbacher Walnüssen hergestellt wird, darf er die geschützte Gebietsbezeichnung Nußbacher Nußgeist tragen.

### Sport
- Der Sportverein Union Nußbach verfügt über eine erfolgreiche Faustball-Sektion; die Frauenmannschaft spielt in der 1. Bundesliga und konnte 2016/17 und 2018/19 die Hallenmeisterschaft des Österreichischen Faustballbundes gewinnen.[4]

### Vereine und Organisationen
Sport und Freizeit
- Sportunion Nußbach
- Bogensport Kremstal OG
- Naturfreunde Nußbach-Wartberg

Feuerwehr
- Freiwillige Feuerwehr Nußbach

Kultur
- ACCN – A Capella Chor Nußbach
- Country and Line-Dance Club Black Eagles
- Dirndl Deluxe
- Perchtenverein Stollenfürsten
- Tanzsportclub
- Goldhauben und Trachtengruppe
- Musikverein Nußbach
- Theatergruppe Nußbach
- Kirchenchor Nußbach

Sonstige
- Landjugend Nußbach
- Imkerverein Nußbach
- Jagdgesellschaft Nußbach
- Siedlerverein Nußbach-Wartberg

## Politik
Der Gemeinderat hat 25 Mitglieder.

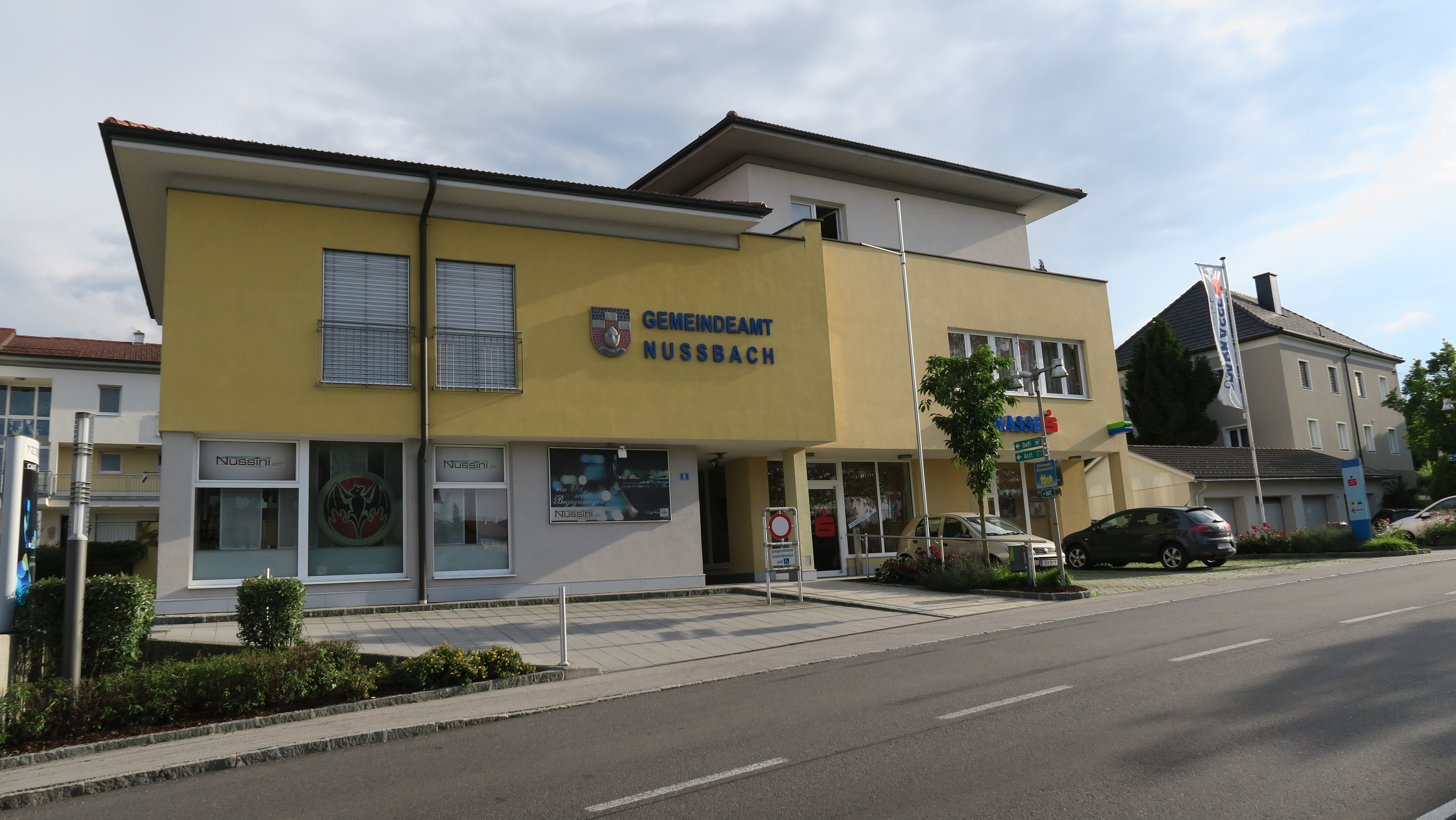
Gemeindeamt Nußbach

- Mit den Gemeinderats- und Bürgermeisterwahlen in Oberösterreich 2003 hatte der Gemeinderat folgende Verteilung: 17 ÖVP, 7 SPÖ und 1 FPÖ.[5]
- Mit den Gemeinderats- und Bürgermeisterwahlen in Oberösterreich 2009 hatte der Gemeinderat folgende Verteilung: 16 ÖVP, 5 SPÖ und 4 FPÖ.[6]
- Mit den Gemeinderats- und Bürgermeisterwahlen in Oberösterreich 2015 hatte der Gemeinderat folgende Verteilung: 16 ÖVP, 5 SPÖ und 4 FPÖ.[7]
- Mit den Gemeinderats- und Bürgermeisterwahlen in Oberösterreich 2021 hat der Gemeinderat folgende Verteilung: 15 ÖVP, 7 SPÖ und 3 FPÖ.[8][9]

### Bürgermeister
Bürgermeister seit 1850 waren:
- 1850–1864 David Kroll
- 1864–1876 Johann Steinmair
- 1876–1882 Michael Maurhart
- 1882–1885 Johann Hieselmair
- 1885–1897 Michael Maurhart
- 1897–1909 Franz Hummer
- 1909–1912 Johann Weiermayr
- 1912–1919 Josef Ganglbauer
- 1919–1929 Johann Hieselmaier
- 1929–1938 Michael Edlinger
- 1938–1943 Gotthard Bürtlmair
- 1943–1945 Hermann Korn
- 1945–1961 Michael Edlinger
- 1961–1985 Johann Hornhuber
- 1985–1997 Ernst Kronsteiner
- 1997–2015 Leo Sudasch (ÖVP)
- seit 2015 Gerhard Gebeshuber (ÖVP)[11]

### Wappen
Offizielle Beschreibung des Gemeindewappens:
„Von Blau und Rot durch einen silbernen, mit Zinne gekanteten Balken erhöht geteilt; unten über einem blauen, gewellten, mit einer silbernen Wellenleiste gesäumten Schildfuß eine silberne, aufrechte Haselnuß.“ Die Gemeindefarben sind Blau-Weiß-Blau.

## Persönlichkeiten

### Söhne und Töchter der Gemeinde
- Birgit Platzer (* 1992), österreichische Rennrodlerin

### Personen mit Bezug zur Gemeinde
- Max Grodénchik (* 1952), US-amerikanischer Schauspieler, wohnt in Nußbach